# فهرست جزیره‌های ایران
جزایر ایران به‌طور عمده در خلیج فارس قرار دارند. علاوه بر این ۱۰۲ جزیره در دریاچه ارومیه، ۴۲۷ جزیره در رود ارس، چند جزیره در تالاب انزلی، جزیره آشوراده در دریای مازندران، جزیره شیطان در دریای عمان و چندین جزیره درون سرزمینی دیگر نیز دارد.

## خلیج فارس
بیش از ۴۰ جزیره ایرانی خلیج فارس در حوزه سیاسی سه استان بوشهر، خوزستان و هرمزگان قرار دارند که بیش از نیمی از آن غیرمسکونی هستند. ایران یک جزیره کوچک غیرمسکونی نیز در منتهی الیه دریای عمان و نزدیک به مرز پاکستان دارد.

### جزایر مسکونی
- آبادان
- بوموسی (بوم سبز، گپ سبزو، بوموف)[۱]
- تنب بزرگ (تنب‌مار)[۱]
- تنب کوچک (تمبو)[۱]
- خارک
- خارکو (خویرج، خویری)[۱]
- سیری (راز، سری [۱])
- شیف (شیخ‌سعد، عباسک)[۱]
- صدرا
- جزیره فارسی
- قشم (ابرکاوان، جزیره دراز، لافت)[۱]
- کیش (قیس)[۱]
- لاوان (امرالدوله، نام پیشین شیخ‌شعیب بوده که از ۱۳۴۴ به لاوان تغییر کرده‌است)[۱]
- لارک
- جزیره مینو (صلبوخ) [۱]
- نگین
- هرمز (زرون)[۱]
- هنگام (از سال ۱۳۷۸ به نام هنگام جدید نامیده می‌شود)[۱]
- هندرابی (اندر آبی، هورن[۱])

### جزایر غیرمسکونی
- ام الکرم (گُرم) [۱]
- ام سیله (خان)
- بونه
- تهمادون (تهمادو یا جبرین)
- چراغی
- خرو
- دارا (دیره)[۱]
- رُمیله، نزدیک روستای رمیله داخل اروندکنار[۱]
- سه‌دندون
- شلحه حاج‌حسین، نزدیک روستای رمیله داخل اروندکنار[۱]
- شلحه معاویه، نزدیک روستای معاویه داخل اروندکنار[۱]
- شلحه ثوامر، نزدیک روستای ثوامر داخل اروندکنار[۱]
- شیخ کرامه
- شیدوَر (مارو، شتور، شطور)[۱]
- صدف
- عباسک (جزیره کوچکی بین بوشهر و شیف)[۱]
- فرور کوچک (فرورگان)
- قبر ناخدا
- گُرم (همان ام الکرم است)
- مُرغی
- مُطاف (بین جزیره نخیلو و ام‌الکرم، باریکه شنی که در مد زیر آب می‌رود. در اصل برجستگی کف دریا محسوب می‌شود)
- مولیات
- میر مُهَنّا (جزیره جنوبی)
- ناز
- نخیلو
- وارمی[۱]
- فارور بزرگ

### مع الجزایر سراجیل
- جزایر کوچک‌ بسیاری هستند که در خور موسی آنها را با نام مجمع الجزایر سراجیل می‌نامند.

## دریای عمان
- جزیره شیطان (ایران)

## دریای مازندران
- جزیره آشوراده
- جزیره آکاز
- جزیره اسماعیل سای
- جزیره‌های تالاب انزلی

## جزایر درون‌سرزمینی

### دریاچه ارومیه
نام ۱۰۲ جزیره دریاچه ارومیه در استان آذربایجان شرقی و آذربایجان غربی ایران بدین شرح است:

### رود ارس
۴۲۷ جزیره از جمله خُرامه، بویدوز، پیرواتلر، قره‌قباح، کثیری. در بستر رود ارس ۸۰۵ جزیرهٔ کوچک و بزرگ خالی از سکنه وجود دارد که به زبان محلی به آن «شام» می‌گویند. بر پایهٔ قرارداد مرزی، ۴۲۷ جزیره به ایران و ۳۸۲ جزیره به شوروی (و اکنون به جمهوری آذربایجان) تعلق دارند. این جزیره‌ها تنها برای چرای حیوانات پیرامون رود قابل استفاده‌اند.

### سایر
مرداب انزلی: میان‌پشته، میان‌پشته کول، طالقانی، قلم‌گوده، میان‌گوده،
 مرادگوده، اکبرآباد، آبکنار، چراغ‌پشتان، خشکی، سید کاظم باغ، پیله‌علی‌باغ، میرحسن‌باغ

دریاچه طشک: گنبان •  نرگس

دریاچه بختگان: علی یوسف •  منک •  چاه بیشه

دریاچه نمک: سرگردان

خوزستان: شادی (در کارون)، شادمانی (در بهمن‌شیر)، ارگ (در اروندرود)،کوشک (در کارون)